# Śmiłowice (województwo kujawsko-pomorskie)
Śmiłowice – wieś w Polsce położona w województwie kujawsko-pomorskim, w powiecie włocławskim, w gminie Choceń.

## Historia
Wieś królewska, położona w II połowie XVI wieku w powiecie brzeskokujawskim województwa brzeskokujawskiego. Do 1954 roku miejscowość była siedzibą gminy Śmiłowice. W latach 1975–1998 miejscowość położona była w województwie włocławskim. Według Narodowego Spisu Powszechnego (III 2011 r.) liczyła 503 mieszkańców. Jest czwartą co do wielkości miejscowością gminy Choceń. Od 2005 roku działa tu firma CK Frost Sp. z o.o..
Przez Śmiłowice przepływa rzeczka Lubienka – niewielka rzeka dorzecza Wisły, prawy dopływ Zgłowiączki.

## Kościół
W Śmiłowicach znajduje się kościół i parafia rzymskokatolicka pw. św. Bartłomieja Apostoła. Kościół okolony jest niewielkim parkiem.
W Śmiłowicach miało początek powstanie kościuszkowskie, które uaktywniło Kujawian w dniu 20 sierpnia 1794 r. i objęło Brześć Kujawski, Włocławek oraz Dobiegniewo. W kościele znajduje się tablica upamiętniająca owe wydarzenia.

## Szkoła
Udokumentowane początki szkoły w Śmiłowicach sięgają lat 60. XIX wieku. Powstała wtedy jedno oddziałowa szkoła gminna mieszcząca się w jednej izbie drewnianego budynku. Zajęcia szkolne odbywały się tylko w okresie jesienno-zimowym. W 1908 roku w Śmiłowicach zbudowano murowany budynek dla szkoły czteroklasowej, w którym lekcje prowadzone są do dziś. W latach międzywojennych oraz powojennych budynek ten rozbudowano do stanu obecnego. Powstały wtedy sanitariaty i kotłownia olejowa. W ciągu ponad 150 lat istnienia szkoła wydała kilku znanych absolwentów, wśród nich m.in. Leona Stankiewicza – znanego działacza ludowego i społecznego, zasłużonego mieszkańca Kowala; Stanisława Leszczyńskiego – artystę, poetę i plastyka obecnie mieszkającego w Kłobi; Stanisława Stasiaka – posła na Sejm PRL oraz na Sejm RP.

## OSP
Na terenie wsi znajduje się Ochotnicza Straż Pożarna. Dom strażaka został założony w 1917 roku. Śmiłowice mają własną Młodzieżową Orkiestrę Dętą OSP.